# Karoline Petersen
Karoline Else Frederikke Petersen, född den 27 september 1924 i Toftir, Nes socken på Färöarna, död  11 oktober 2006, var en socialpolitisk eldsjäl och tidigare  minister på Färöarna.
Som 17-åring drabbades Karoline av tuberkulos och var sjuk i tio år. I långa perioder var hon inlagd på sanatorium i Tórshavn och i Danmark. 
1955 blev hon gift med Peter Petersen och flyttade till Hvalvík, där hennes man var kyrkoherde i 27 år. Där kom hon att starta arbetsträning för funktionshindrade i prästgården. Detta arbete växte till organisationen Alv, som utbildade handikappade och sålde deras varor, med utbildning på en nedlagd valfångststation och expedition och butik i Tórshavn. Allt under Karolines ledning.
1965 fick hon myndigheterna att öppna det psykiatriska äldreboendet Vistarheimið i Tórshavn och 1976 tillkom en liknande institution i Runavík. Båda hade 10 platser och leddes av Karoline Petersen.
1976 - 1986 var hon även styrelseordförande för det nyöppnade Hotel Tórshavn i Köpenhamn, som erbjöd logi till patienter under behandling i Danmark och deras anhöriga.
Därefter var Petersen en tid politiskt aktiv inom Framsóknarflokkurin.
1988-89 drev hon, som social- och kommunminister, igenom lagar om lån och bidrag till gruppbostäder, förbättrade förvärvsmöjligheter för pensionärer och etablering av handikapp- och äldreråd.